# Brevipalpus filifer
Brevipalpus filifer är en spindeldjursart som beskrevs av De Leon 1960. Brevipalpus filifer ingår i släktet Brevipalpus och familjen Tenuipalpidae. Inga underarter finns listade.